# Adad-nerari III
Sauf précision contraire, les dates de cet article sont sous-entendues « avant l'ère commune » (AEC), c'est-à-dire « avant Jésus-Christ ».
Adad-nerari III ou Adad-nirari, « Adad est mon aide », fut roi d'Assyrie de 811 à 783 av. J.C.. Adad-Nêrârî III règne pendant la période d'ascension de l'Empire néo-assyrien. Depuis le début du premier millénaire, l'Assyrie fait face à de fréquentes incursions des tribus araméennes venues depuis les marges de l'Ouest et le Moyen-Euphrate. Sous son règne, "le pays d'Assur" se renforce mais on ne parle pas encore de véritable « empire » : le terme est utilisé à partir de Tiglath-Phalazar III.
Il est très jeune lorsqu'il hérite du pouvoir et sa mère Sammuramat (ou Samiramis ou Sémiramis) est régente pendant cinq ans jusqu’à ce qu’il soit en âge de régner. Elle va avoir du mal à lutter à la hauteur des ambitions de pouvoir de la plupart des hauts officiers, des gouverneurs et les dirigeants locaux. Selon les inscriptions de Adad-nerari III, il a dirigé plusieurs campagnes militaires dans le but de retrouver la force dont jouissait l'Assyrie à l'époque de son grand-père, Salmanazar III. Selon le canon éponyme, il fait campagne dans toutes les directions jusqu'à la dernière année de ses 28 ans de règne. Il conquiert les royaumes Araméens de l'Ouest.
En 796, il tient le siège de Damas défendue par son roi Hadad VII (ou Hadadezer ou Ben-Adad II, 832-766) qui se soumet, ce qui entraînera l'éclipse du royaume Araméen de Damas. Il permet le rétablissement du royaume d'Israël sous ses rois : Joas (ou Jehoash, 800-785) et Jéroboam II (785-748) qui doivent payer un tribut à l'empereur assyrien en échange de leur semi-liberté. Adad-nerari III doit aussi lutter contre la montée en puissance des Mèdes en Perse. À la fois roi de Babylone (810-783), il est soutenu par les Babyloniens pour lutter contre cette nouvelle force. Adad-nerari III mène également trois campagnes dans le Taurus et six dans le Nord-Ouest iranien pour se défendre de l’expansionnisme de l'Urartu.
Sa capitale était la ville de Kalkhu (actuelle Nimrud) située sur le Tigre, un peu en amont de la confluence du Zab supérieur. Il est le bâtisseur du temple de Nabû à Ninive. En dépit de la vigueur d'Adad-Nirâri III, l'Assyrie entre, après sa mort, dans une longue période de plusieurs décennies de faiblesse. Il a trois fils (ou quatre selon les spécialistes) qui vont lui succéder : Le premier est Salmanazar IV (782-773), puis son frère Assur-dan III (773-755) et enfin Assur-nerari V (755-745).